# Мистик (Marvel Comics)
Мисти́к (англ. Mystique), настоящее имя — Рэйвен Даркхолм (англ. Raven Darkholme) — персонаж «Marvel Comics», связанный с «Людьми Икс». Создана художником Дэйвом Кокрумом. Писатель Крис Клэрмонт увидел работу Кокрума, описал персонаж «Мистик», и, с разрешения Кокрума, она впервые появилась в «Ms. Marvel» № 17 (май 1978).
Мистик — мутант, меняющая форму, в естественном виде у неё жёлтые глаза и синяя кожа. Ей более ста лет. В серии, посвящённой ей (выпуск № 17), она говорит: «Что касается этого, то я родилась не вчера, и даже не в этом веке…» (англ. I wasn't born last night, or even last century, for that matter...). Мистик — биологическая мать Ночного Змея и приёмная мать Роуг. Она была вынуждена покинуть Ночного Змея, но в течение нескольких лет заботилась о Роуг (обе женщины испытывали друг к другу смешанные чувства).
В большинстве историй с её участием Мистик выступает в качестве антигероя, возглавляющего «Братство Мутантов» и убившего нескольких важных людей, вовлечённых в дела мутантов. Тем не менее, в недавнем прошлом она работала под началом Профессора Икс и временно присоединялась к «Людям Икс».
Мистик — один из нескольких бисексуальных персонажей, присутствующих на страницах популярных комиксов. У неё были длительные отношения с её товарищем по «Братству» Судьбой. Из-за ограничений на упоминания о сексуальных отношениях, указанных в Кодексе авторов комиксов, редакторы «Marvel» долгое время не подтверждали это.

## История публикаций
Образ героини придумал художник Дэйв Кокрум. Сценарист Крис Клэрмонт дал ей имя «Мистик» и с позволения Кокрама включил её в сюжет комикса Ms. Marvel #16 (май 1978). Настоящая внешность Мистик была раскрыта в комиксе Ms. Marvel #18 (июнь 1978), а на обложке героиня впервые появилась в The Avengers Annual #10 (1981).
Клэрмонт, который ранее писал сценарий к комиксам о Людях Икс, изначально планировал сделать Мистик и Судьбу биологическими родителями Ночного Змея (при этом Мистик принимала облик мужчины в момент зачатия), однако издательство не одобрило его идею, поскольку на тот момент Кодекс авторов комиксов запрещал показывать на страницах геев и бисексуалов.

## Силы и способности
Мистик — мутант-перевёртыш. Она способна принять внешность любого гуманоидного существа, примерно одного с ней веса и роста. Способности позволяют мутантке копировать не только внешность, но и такие индивидуальные черты, как голос, походка и даже отпечатки пальцев и рисунок сетчатки. Мистик может копировать не только биологические компоненты, но и одежду, а также очки и ювелирные украшения.
Мутация Мистик также включает в себя повышенные регенерационные способности и, как следствие, замедленное старение — несмотря на свой более чем столетний возраст, мутантка сохраняет ловкость и гибкость женщины, находящейся на пике своих физических возможностей.
Ситуация несколько изменилась, когда в мини-серии X-Men Forever Мистик при спасении мутанта Жабы получила опасную дозу радиации, вследствие чего мутация усилилась. Естественный вид Мистик стал похож на образ из серии фильмов «Люди Икс» — кожа покрылась чешуеподобными образованиями. Мистик получила большие способности к трансформации: теперь она может изменить свой рост и вес при превращениях. Но главное, что Мистик теперь способна и к биологическим изменениям — она способна отращивать новые конечности и другие части тела. Возможно отрастить и нестандартные органы — крылья, когти, естественный защитный панцирь. Мистик изменила местоположение своих жизненно важных органов, чтобы снизить риск смерти при ранениях.
Мистик — великолепный разведчик и диверсант, причём это основано не только на мутационных способностях к мимикрии, но и на личных навыках. Также Даркхолм — виртуозная воровка, в кражах ей помогает природная гибкость и ловкость, доведённые тренировками до почти фантастического уровня. Рейвен — мастерский хакер, способный к взлому большинства компьютерных систем. Она может вскрывать и биометрические замки, изменяя свои отпечатки пальцев или рисунок сетчатки глаза.
Из-за своего столетнего возраста Мистик накопила огромные знания в шпионаже, воровстве, хакерстве, психологии и боевых искусствах и приобрела несравненный боевой опыт как в рукопашном бою, так и в обращении с различным оружием.

## Другие версии

### Век Икс
В сюжете «Век Икс» Капитан Америка убивает Мистик, когда она защищала детей мутантов в Крепости Икс.

### Marvel-Зомби
Во вселенной Земля-2149 Мистик становится зомби затем принимает форму Алой Ведьмы и заражает Ртуть.

### Ultimate
В Ultimate Мистик когда-то была девушкой Чарльза Ксавье, пока однажды во время их пребывания на дикой Земле с Магнето и молодой Эммой Фрост, Ксавье влюбился в Эмму. После этого Мистик так возненавидела их обоих, что даже напала на них. После этого Мистик перешла на сторону Магнето и стала испытывать чувства к нему. Вскоре она вместе с Кузнецом помогает Магнето сбежать из Трекселиона и принимает его облик. Также, у Ксавье есть кошка по имени Мистик, которую он назвал в честь неё.
Во время Ультиматума Мистик в облике Алой Ведьмы, сообщала ему кто из мутантов погиб во время наводнения, и пыталась соблазнить его, от чего Магнето чуть её не убивает. Мистик выживает вместе с Саблезубым, и после Ультиматума она с Виктором находит выживших из Людей-Икс и начинает схватку с ними, но оба терпят поражение. Вскоре Мистик в облике Роуг находит Джину Грей, которая была под псевдонимом Карен Грант.
Рейвен вместе с Саблезубым берут с собой Карен, но по пути они встречают её парня. Саблезубый убивает его и Карен использует свои силы, Мистик и Саблезубый скрываются. Мистик работает на Ртуть, который в данный момент подчиняется Алой Ведьмы, которая на самом деле является иллюзией, подстроенной Натаниэлем Эссексом и лордом Апокалипсис.

## Вне комиксов

### Телевидение
- Впервые появилась в мультсериале «Люди Икс». Когда Шельму выгнали из дома Мистик приняла её в своё братство где обучала её использовать свои силы. В 1 сезоне работает на Апокалипсиса и сначала по его приказу превращает Уоррена, Чуму и ещё двух мутантов во всадников Апокалипсиса. Хотела превратить и Шельму, но после того как её раскрывают что она была под личиной доктора Адлера Мистик сбегает. А 12 серии по приказу Апокалипсиса хочет убить Сенатора Келли, но Гамбит спасает сенатора, а Шельма узнаёт, что Мистик её приёмная мать и отпускает её. Во 2ом сезоне Мистик пробует вернуть Шельму. После появляется аж в 7 серии 4 сезона где её сын от Саблезуба Грейдон Крид хочет убить её, а также её сына Курта и дочь Шельму. В 5 сезоне Апокалипсис объединяет Мистик, Магнето и Саблезуба, чтобы они выкрали всех телепатов Земли, но вскоре узнав о настоящих планах Апокалипсиса Мистик как и Магнето переходит на сторону Людей Икс и они побеждают Апокалипсиса.
- В мультсериале «Люди Икс: Эволюция» Мистик директор школы где учатся герои и работает на Магнето (только в 1 сезоне). Сначала посылает Жабу в институт Ксавье на разведку. Потом переводит Лавину в свою школу. В 1х03 узнав от Судьбы что Люди Икс идут за Шельмой Мистик нападает на Шельму в обликах Росомахи, Шторм, Джин и Циклопа. В 1х04 вербует Пузыря уведя его прямо из под носа Росомахи и Джин. В 1х05 обсуждает с Магнето вербовку Петро. В 1х06 останавливает драку Циклопа с Джин против братства и зовёт их на разговор, но внезапное исчезновение мебели из кабинета её отвлекает. В 1х07 раскрывает себя Людям Икс что она их директор и пробует убить Циклопа. В 1х09 выпускает Джаггернаута, чтобы тот убил Ксавье и достал ей церебро. В 1х10 выясняется что Мистик мать Курта и из-за Магнето она его потеряла. Узнав что Курта сейчас в команде Людей Икс она зовёт его на встречу на которой раскрывает ему что она его мать. Но их встречу прерывает братство посланное Магнето и Люди Икс и Мистик сбегает. В 1х12 следуя плану Магнето сражается со Шторм за место на Астеройде. В 1х13 объединяется с проигравшими Людьми Икс против Магнето. Во 2ом сезоне создав нового персонажа Мисти Уайд поступает в ту же школу, становится подругой Шельмы, ходит с ней на вечернику Дункана и по приглашению Шельмы приходит в институт познакомиться со всеми. В 2х04 спровоцировав поломку анабиозной капсулы Джаггернаута даёт идею Китти устроить вечеринку на которую приводит Аркаду который скачивает ей базу данных церебро. В 2х05 и 2х08 появляется камео (спрашивая о Звере и привозит Шельмой домой). В 2х10 узнав что Шельма вместе с другими девушками икс по ночам борются с преступностью под видом копа советует им прекратить свои вылазки взамен она их не арестует. В 2х13 обсуждает с Шельмой кого пригласить на танцы, а потом они идут туда вместе. Когда на школу нападают твари из другого мира Мистик помогает Шельме бороться с ними. В 2х15 забирает Ванду из псих больницы и возвращается в братство. Потом решает проверить братство перед походом против Магнето и отправляет их на битву с Людьми Икс. В финале 2 сезона узнав что Магнето похитил Росомаху отправляет братство в помощь Людям Икс и устраивает взрыв института, а потом похитив Ксавье помещает его в анабиоз вместо Джаггернаута и помогает Людям икс в битве со стражем в облике Ксавье. В 3 сезоне Циклоп распознаёт её и пытается узнать где Ксавье, но полиция их прерывает. После встретившись с Людьми Икс в лесу предлагает объединить усилия, чтобы спасти тех кого забрали. Сама становится командиром операции и проникнув к пульту управления ведёт всех по пути спасения тех кто попался. А при побеге Циклоп не даёт ей уйти и оставляет ей в зоне 51. В 3х05 сбегает из сектора 51 и пытается отомстить Циклопу. В 3х08 Судьба предупреждает Мистик что Шельма в опасности и Мистик возвращается в школу в облике Мисти Уайд, зовёт Шельму на концерт где из-за несчастного случая Шельма прикасается к ней и узнаёт кто она, а Мистик говорит что она удочерила ей в 4 года, а теперь прикинулась ей подругой, чтобы быть рядом. После наблюдает бой Шельмы против Людей Икс с крыши. В финале 3 сезона соглашается помочь Месмеро возродить Апокалипсиса провожая Шельму в братство и к служителям, чтобы та похитила их силу за «безбедное будущее» которое пообещал ей Месмеро. Открыв дверь Мистик превращается в камень, потом её отдают братству, но Курту удаётся её забрать и он пытается вернуть её к жизни, но Шельма в итоге сбрасывает каменную Мистик с обрыва. В финале сериала Апокалипсис возвращает Мистик к жизни сделав её одним из своих всадников. Она защищает сфинкса где находится сам Апокалипсис и сражается с Росомахой и Циклопом. Когда Апокалипсис оказывается побеждённым Мистик отходит от его влияния и пробует оправдаться за свои поступки перед Куртом и Шельмой.
- В мультсериале «Росомаха и Люди Икс» работает на Магнето. Впервые появляется в 10 серии где проникает в институт и пытается узнать что-нибудь о Ксавье и забирает сбежавшего с Дженоши Курта. В 13 серии проникает на базу МРД и пытается вытащить оттуда Тилди Сомс, а потом сообщает что с этим проблемы. В конце серии стоит рядом с Магнето когда тот говорит речь своему народу. В 14 серии выясняется что Мистик когда то была в Оружии Х и была в отношениях с Росомахой который и помог ей сбежать из проекта. В настоящее время она сообщает Логану что Кристи Норд в опасности и потом объединяется с ним против Оружия Х имея личные счёты с проектом. Побеждена Мавериком, но во время взрыва базы всех спасла Кристи. Потом говорит Логану что он уже не станет прежним и уходит. В 24 серии Мистик заменяет сенатора Келли и отправляет стражей на Дженошу, а потом разрушает базу стражей.

### Кино
В серии фильмов о Людях Икс от компании 20th Century Fox появляются две версии Мистик: первая — в исполнении Ребекка Ромейн, вторая — Дженнифер Лоуренс; юную Мистик сыграла Морган Лили. В фильмах «Люди Икс» (2000), «Люди Икс 2» (2003) и «Люди Икс: Последняя битва» (2006) появляется взрослая Мистик, являющаяся одним из членов Братства мутантов Магнето. В конечном итоге Магнето разрывает отношения с лишившейся сил Мистик, за что та сдаёт его местоположение правительству США. Более молодая версия героини появляется в картинах «Люди Икс: Первый класс» (2011), «Люди Икс: Дни минувшего будущего» (2014), «Люди Икс: Апокалипсис» (2016) и «Люди Икс: Тёмный Феникс» (2019), где изображается как приёмная сестра Чарльза Ксавьера, член-основатель Людей Икс и возлюбленная Магнето. В обновлённом таймлайне её ненамеренно убивает Джин Грей.

## Восприятие
IGN поместил Мистик на 18-е место среди «100 величайших злодеев комиксов».